# Al Shula Sports & Cultural Club
Maillots
Le Al Shula Sports & Cultural Club (en arabe : نادي الشعلة الرياضي والثقافي), plus couramment abrégé en Al Shula, est un club yéménite de football fondé en 1968 et basé à Aden.

## Histoire
Ses seuls faits de gloire sont deux finales perdues de Coupe du Yémen en 1998 et 2000.

## Palmarès
| Compétitions nationales                        |
| ---------------------------------------------- |
| - Coupe du Yémen : - Finaliste : 1998 et 2000. |